# 오픈남녀
《오픈남녀》는 2017년 4월 14일에 JTBC에서 방송된, '맞춤형 랜선 연애'를 다루는 파일럿 텔레비전 프로그램이다.